# Final de Réti
|   | a                                                             | b                                                             | c                                                             | d                                                             | e                                                             | f                                                             | g                                                             | h                                                             |   |
| 8 | h8 branco rei · a6 preto rei · c6 branco peão · h5 preto peão | h8 branco rei · a6 preto rei · c6 branco peão · h5 preto peão | h8 branco rei · a6 preto rei · c6 branco peão · h5 preto peão | h8 branco rei · a6 preto rei · c6 branco peão · h5 preto peão | h8 branco rei · a6 preto rei · c6 branco peão · h5 preto peão | h8 branco rei · a6 preto rei · c6 branco peão · h5 preto peão | h8 branco rei · a6 preto rei · c6 branco peão · h5 preto peão | h8 branco rei · a6 preto rei · c6 branco peão · h5 preto peão | 8 |
| 7 | h8 branco rei · a6 preto rei · c6 branco peão · h5 preto peão | h8 branco rei · a6 preto rei · c6 branco peão · h5 preto peão | h8 branco rei · a6 preto rei · c6 branco peão · h5 preto peão | h8 branco rei · a6 preto rei · c6 branco peão · h5 preto peão | h8 branco rei · a6 preto rei · c6 branco peão · h5 preto peão | h8 branco rei · a6 preto rei · c6 branco peão · h5 preto peão | h8 branco rei · a6 preto rei · c6 branco peão · h5 preto peão | h8 branco rei · a6 preto rei · c6 branco peão · h5 preto peão | 7 |
| 6 | h8 branco rei · a6 preto rei · c6 branco peão · h5 preto peão | h8 branco rei · a6 preto rei · c6 branco peão · h5 preto peão | h8 branco rei · a6 preto rei · c6 branco peão · h5 preto peão | h8 branco rei · a6 preto rei · c6 branco peão · h5 preto peão | h8 branco rei · a6 preto rei · c6 branco peão · h5 preto peão | h8 branco rei · a6 preto rei · c6 branco peão · h5 preto peão | h8 branco rei · a6 preto rei · c6 branco peão · h5 preto peão | h8 branco rei · a6 preto rei · c6 branco peão · h5 preto peão | 6 |
| 5 | h8 branco rei · a6 preto rei · c6 branco peão · h5 preto peão | h8 branco rei · a6 preto rei · c6 branco peão · h5 preto peão | h8 branco rei · a6 preto rei · c6 branco peão · h5 preto peão | h8 branco rei · a6 preto rei · c6 branco peão · h5 preto peão | h8 branco rei · a6 preto rei · c6 branco peão · h5 preto peão | h8 branco rei · a6 preto rei · c6 branco peão · h5 preto peão | h8 branco rei · a6 preto rei · c6 branco peão · h5 preto peão | h8 branco rei · a6 preto rei · c6 branco peão · h5 preto peão | 5 |
| 4 | h8 branco rei · a6 preto rei · c6 branco peão · h5 preto peão | h8 branco rei · a6 preto rei · c6 branco peão · h5 preto peão | h8 branco rei · a6 preto rei · c6 branco peão · h5 preto peão | h8 branco rei · a6 preto rei · c6 branco peão · h5 preto peão | h8 branco rei · a6 preto rei · c6 branco peão · h5 preto peão | h8 branco rei · a6 preto rei · c6 branco peão · h5 preto peão | h8 branco rei · a6 preto rei · c6 branco peão · h5 preto peão | h8 branco rei · a6 preto rei · c6 branco peão · h5 preto peão | 4 |
| 3 | h8 branco rei · a6 preto rei · c6 branco peão · h5 preto peão | h8 branco rei · a6 preto rei · c6 branco peão · h5 preto peão | h8 branco rei · a6 preto rei · c6 branco peão · h5 preto peão | h8 branco rei · a6 preto rei · c6 branco peão · h5 preto peão | h8 branco rei · a6 preto rei · c6 branco peão · h5 preto peão | h8 branco rei · a6 preto rei · c6 branco peão · h5 preto peão | h8 branco rei · a6 preto rei · c6 branco peão · h5 preto peão | h8 branco rei · a6 preto rei · c6 branco peão · h5 preto peão | 3 |
| 2 | h8 branco rei · a6 preto rei · c6 branco peão · h5 preto peão | h8 branco rei · a6 preto rei · c6 branco peão · h5 preto peão | h8 branco rei · a6 preto rei · c6 branco peão · h5 preto peão | h8 branco rei · a6 preto rei · c6 branco peão · h5 preto peão | h8 branco rei · a6 preto rei · c6 branco peão · h5 preto peão | h8 branco rei · a6 preto rei · c6 branco peão · h5 preto peão | h8 branco rei · a6 preto rei · c6 branco peão · h5 preto peão | h8 branco rei · a6 preto rei · c6 branco peão · h5 preto peão | 2 |
| 1 | h8 branco rei · a6 preto rei · c6 branco peão · h5 preto peão | h8 branco rei · a6 preto rei · c6 branco peão · h5 preto peão | h8 branco rei · a6 preto rei · c6 branco peão · h5 preto peão | h8 branco rei · a6 preto rei · c6 branco peão · h5 preto peão | h8 branco rei · a6 preto rei · c6 branco peão · h5 preto peão | h8 branco rei · a6 preto rei · c6 branco peão · h5 preto peão | h8 branco rei · a6 preto rei · c6 branco peão · h5 preto peão | h8 branco rei · a6 preto rei · c6 branco peão · h5 preto peão | 1 |
|   | a                                                             | b                                                             | c                                                             | d                                                             | e                                                             | f                                                             | g                                                             | h                                                             |   |

O Final de Réti é considerado um dos problemas mais reproduzidos e conhecidos em todo o mundo. Foi criado por Richard Réti e publicado pela primeira vez no Kagan's Neueste Schachnachrichten em 4 de dezembro de 1921.